# روي ميكلسن
روي ميكلسن (بالإنجليزية: Roy Mikkelsen)‏ هو متزلج قفز أمريكي، ولد في 15 سبتمبر 1907 في كونغسبرغ في النرويج، وتوفي في 29 أكتوبر 1967.

## وصلات خارجية
- روي ميكلسن على موقع أوليمبيديا (الإنجليزية)